# HMS Centurion (1911)
La HMS Centurion fu una nave da battaglia della Royal Navy britannica, seconda della classe King George V. Costruita nei cantieri di Devonport, entrò in servizio il 22 maggio 1913, a circa un anno dallo scoppio della prima guerra mondiale.

## Disegno e descrizione
La classe di navi corazzate King George V fu disegnata come versione più grande e migliorata della precedente classe Orion. La Centurion ebbe una lunghezza fuoritutto di 181,1 m, un baglio massimo di 27,2 m e un'immersione di 8,7 m. Dislocava 25.900 t con carico normale. Al suo completamento l'equipaggio contava 862 tra ufficiali e marinai.
Le navi della classe King George V erano propulse da due serie di turbine a vapore Parsons a innesto diretto, ognuna collegata a due alberi collegati alle eliche, propulse dal vapore prodotto dalle 18 caldaie a carbone Babcock & Wilcox. Le turbine sviluppavano 20.000 kWe furono scelte per dare alle navi la velocità di 21 nodi. Durante le prove di accettazione in mare, nella notte tra il 9 e il 10 dicembre 1912, entrò in collisione col piroscafo italiano Derna che, spezzatosi, naufragò provocando la morte di tutti i membri dell'equipaggio. Successivamente, durante le prove in mare del 19-20 febbraio 1913, la Centurion raggiunse la velocità di 22,4 nodi da una potenza di 25.750 kW. Aveva un'autonomia di 6.310 miglia nautiche alla velocità di crociera di 10 nodi.

### Corazzatura e armamento
Come la classe Orion, la classe King George V fu equipaggiata con 10 cannoni Mark V da 343 mm in 5 torrette binate idrauliche, tutte sull'asse di simmetria. Le torrette erano chiamate 'A', 'B', 'Q', 'X' e 'Y', da prua a poppa. L'armamento secondario consisteva in 16 cannoni Mark VII da 102 mm. Otto di questi erano montanti sul castello di prua, quattro sul cassero e quattro in casematte sul lato dello scafo davanti alla prima torretta a prua. Quattro cannoni da 47 mm a salve erano anche a bordo. La nave era equipaggiata anche con tre tubi lanciasiluri sommersi da 533 mm, uno su ogni fiancata e uno a poppa, con 14 siluri immagazzinati.
Le navi della classe King George V erano protette da una cintura corazzata al galleggiamento da 305 mm che si estendeva tra le barbette. I ponti variavano di spessore tra 25 e 102 mm con la porzione più spessa a protezione della timoneria a poppa. Le torrette principali erano spesse 279 mm e sostenute da barbette spesse 254 mm.

## Servizio

### La prima guerra mondiale
Al momento dell'ingresso in servizio la Centurion venne assegnata al 2º Squadrone da battaglia, guidato dalla gemella HMS King George V. Partecipò con la Grand Fleet alla battaglia dello Jutland agli ordini del capitano di vascello Michael Culme-Seymour, terza della linea di battaglia della 1ª Divisione dopo la King George V e l'Ajax.
Dopo aver servito nel Mare del Nord, per un periodo al comando di Roger Keyes, venne trasferita nel Mediterraneo Orientale nel 1918 insieme alla Superb per supervisionare la resa dell'Impero ottomano. Nel 1919 venne inviata nel Mar Nero durante l'intervento alleato nella guerra civile russa.

### Periodo interguerra e secondo conflitto mondiale
Con la firma del Trattato navale di Washington la Centurion venne radiata e trasformata in nave bersaglio nel 1924 per rimpiazzare la Agamennon. Mantenne questo ruolo con base a Portsmouth fino all'aprile 1941, quando venne mascherata con soprastrutture in legno per assomigliare alla nave da battaglia Anson allora in costruzione nei cantieri di Portsmouth.
Il 4 aprile 1941 l'Ammiragliato britannico propose che ad un bombardamento del porto di Tripoli da parte della Mediterranean Fleet (l'operazione MD 3, poi attuata il successivo 21 aprile) potesse seguire il blocco della rada affondando la Centurion nell'imboccatura del porto. L'ammiraglio Andrew Cunningham, comandante in capo della Mediterranean Fleet, rifiutò la proposta a causa della scarsa velocità della nave e della forte presenza aerea nemica.
A fine primavera del 1942 partecipò alla battaglia di mezzo giugno, simulando la presenza di un'ulteriore nave da battaglia. Tra il 1942 ed il 1944 rimase ancorata al largo di Suez come nave antiaerea e per impedire attività della Regia Marina italiana nella zona grazie ai finti cannoni da 343 mm che convinsero i comandanti nemici a non avvicinarsi alla zona.
L'ultima missione della Centurion fu quella di partecipare allo sbarco in Normandia venendo affondata il 9 giugno 1944 e fungere da barriera frangiflutti del Mulberry Harbour "A" innanzi a Omaha Beach, tra Vierville e Saint-Laurent. I tedeschi invece, credettero che l'unità fosse stata affondata dal tiro delle loro batterie della 352. Infanterie-Division, causando un'ingente perdita di vite umane. I difensori delle spiagge notarono infatti il basso numero di marinai che abbandonarono la nave, che in realtà era manovrata in tutto da 70 marinai.